# La Vespière-Friardel
La Vespière-Friardel è un comune francese di nuova costituzione in Normandia, dipartimento del Calvados, arrondissement di Lisieux. Il 1º gennaio 2016 è stato creato accorpando i comuni di Friardel e La Vespière, che ne sono diventati comuni delegati.